# 尾形輝太郎
尾形 輝太郎（おがた てるたろう、1891年2月15日 - 1955年8月26日） は、日本の化学者。理化学研究所名誉研究員。帝国学士院賞受賞。

## 人物・経歴
山形県上山町出身。1911年に山形師範学校を経て、1914年、広島高等師範学校卒業。1919年、東北帝国大学理学部物理学科入学。松生義勝と同時に同化学科に転じ、1922年に化学科を卒業し、理化学研究所へ入所。1927年理学博士。1941年帝国学士院賞受賞。1942年理化学研究所主任研究員。1955年定年退職、理化学研究所名誉研究員、星薬科大学教授。